# Незабудочник уральский
Незабудочник уральский (лат. Eritrichium uralense) — маленькое растение из рода Незабудочник семейства Бурачниковые (Boraginaceae), внешним видом напоминающее незабудку. Эндемик Урала, находящийся под угрозой исчезновения.

## Распространение
Известны его местообитания на Южном Урале на вершине горы Нурали, но большей частью распространён на Северном Урале на отроге массива Денежкин Камень и на склонах горы Семичеловечий камень в Свердловской области, а также на береговых утёсах рек Ивдель, Вижай.

## Экология
Произрастает на скалистых, традиционно известняковых обнажениях береговых утёсов, а также выше границы леса (на обнажениях габбро). Вид, генетически связанный с родственными видами, обитающими в Азии. Известные популяции крайне малочисленны.

## Ботаническое описание
Корневище ветвистое, бессчетные генеративные и бесплодные побеги образуют рыхлую дерновину.
Прикорневые листья ланцетовидные, сероватого цвета. Стеблевые — линейные.
Соцветие 1,2—2,5 см длиной. Чашечка пятираздельная. Венчик малеханький, голубой. Трубка его равна чашечке, отгиб шириной 5—10 мм, практически тонкий, с тупыми округлыми лопастями. Пыльники и столбик заключены в трубку венчика.
Плод — орешек.

## Охранный статус
Принадлежит к группе горно-степных и скальных эндемиков Урала. В природе представлен маломощными популяциями. Охраняется в заповеднике Денежкин Камень. Разводится в Ботаническом саду УрО РАН.